# Consiglio del Karabakh
Il Consiglio del Karabakh fu il governo del Nagorno Karabakh tra il 1918 ed il 1920.  Esso venne eletto dal primo Congresso del Karabakh il 27 luglio 1918 inizialmente con il nome di Governo del popolo del Karabakh (anche Consiglio nazionale armeno del Karabakh), poi modificato a settembre in Consiglio del Karabakh.
Il Consiglio rappresentò un governo nazionale indipendente che esercitò i suoi poteri conferiti di volta in volta dai Congressi. Fu autorizzato ad agire sia in campo legislativo che esecutivo anche se le decisioni di maggior peso economico e politico erano di competenza dei Congressi stessi.
L'ambito territoriale del governo del Consiglio comprendeva la regione del Karabakh montuoso (corrispondente grosso modo al successivo Oblast Autonomo del Nagorno Karabakh) e una parte dell'Artsakh del Nord (distretto di Gandzak).
Il Consiglio governò la regione sino alla sovietizzazione della stessa nel 1920.

## Composizione del primo Consiglio del Karabakh
- Presidente: Yeghishe Ishkhanian
- Segretario: Melikset Yesayan
- Dipartimento giustizia: Arso Hovhannisian, Levon Vardapetian
- Dipartimento militare: Harutiun Tumanian
- Dipartimento educazione: Rouben Shahnazarian
- Dipartimento rifugiati: Moushegh Zakharian
- Dipartimento controllo: Anoush Ter-Mikaelian
- Dipartimento Affari Esteri: Ashot Melik-Hovsepian